# 2010年バンクーバーオリンピックのドイツ選手団
2010年バンクーバーオリンピックのドイツ選手団（2010ねんバンクーバーオリンピックのドイツせんしゅだん）は、2010年2月12日から2月28日までカナダのブリティッシュコロンビア州バンクーバー市で開催された2010年バンクーバーオリンピックのドイツ選手団、およびその競技結果。

## 概要
今大会は金メダル10個、銀メダル13個、銅メダル7個の合計30個のメダルを獲得した。
ボブスレーでは、アンドレ・ランゲ＆ケビン・クスケ組が2006年トリノオリンピックに続いて金メダルを獲得し2連覇を達成した。アンドレ・ランゲとケビン・クスケは2002年ソルトレークシティピックの男子4人乗り、2006年トリノオリンピックの男子2人乗りおよび男子4人乗りでも金メダルを獲得しており、3大会連続の金メダル獲得となった。

## メダル
| メダル | 選手名 | 競技                   | 種目               |
| ------ | --- | ---------------------- | ------------------ |
| 金     | ビクトリア・レベンスブルク                                                                                  | アルペンスキー         | 女子大回転         |
| 金     | マリア・リーシュ                                                                                            | アルペンスキー         | 女子回転           |
| 金     | マリア・リーシュ                                                                                            | アルペンスキー         | 女子スーパー複合   |
| 金     | エヴィ・ザッヘンバッハー＝シュテーレ クラウディア・ニスタット                                               | クロスカントリースキー | 女子団体スプリント |
| 金     | ダニエラ・アンシュッツ＝トームス ステファニー・ベッケルト カトリン・マットシェロット アンニ・フリージンガー | スピードスケート       | 女子団体パシュート |
| 金     | アンドレ・ランゲ ケビン・クスケ                                                                             | ボブスレー             | 男子2人乗り        |
| 金     | フェリックス・ロッホ                                                                                        | リュージュ             | 男子1人乗り        |
| 金     | タチアナ・ヒュフナー                                                                                        | リュージュ             | 女子1人乗り        |
| 金     | マグダレナ・ノイナー                                                                                        | バイアスロン           | 女子パシュート     |
| 金     | マグダレナ・ノイナー                                                                                        | バイアスロン           | 女子マススタート   |
| 銀     | トビアス・アンゲラー                                                                                        | クロスカントリースキー | 男子30kmパシュート |
| 銀     | アクセル・タイヒマン                                                                                        | クロスカントリースキー | 男子50kmクラシカル |
| 銀     | ティム・チャーンケ アクセル・タイヒマン                                                                     | クロスカントリースキー | 男子団体スプリント |
| 銀     | カトリン・ツェラー エヴィ・ザッヘンバッハー＝シュテーレ ミリアム・ゲスナー クラウディア・ニスタット         | クロスカントリースキー | 女子4×5kmリレー    |
| 銀     | ミヒャエル・ノイマイアー アンドレアス・ヴァンク マルティン・シュミット ミヒャエル・ウアマン                 | スキージャンプ         | 男子ラージヒル団体 |
| 銀     | ジェニー・ウォルフ                                                                                          | スピードスケート       | 女子500m           |
| 銀     | ステファニー・ベッケルト                                                                                    | スピードスケート       | 女子3000m          |
| 銀     | ステファニー・ベッケルト                                                                                    | スピードスケート       | 女子5000m          |
| 銀     | トーマス・フロルシュッツ リヒャルト・アジェイ                                                               | ボブスレー             | 男子2人乗り        |
| 銀     | アンドレ・ランゲ アレクサンダー・レーディガー ケビン・クスケ マルティン・プッツェ                           | ボブスレー             | 男子4人乗り        |
| 銀     | ケルスティン・シムコビア                                                                                    | スケルトン             | 女子               |
| 銀     | ダビット・メラー                                                                                            | リュージュ             | 男子1人乗り        |
| 銀     | マグダレナ・ノイナー                                                                                        | バイアスロン           | 女子スプリント     |
| 銅     | ヨハネス・ルゼック ティノ・エデルマン エリック・フレンツェル ビョルン・キルヒアイゼン                       | ノルディック複合       | 男子団体4×5km      |
| 銅     | アリオナ・サフチェンコ ロビン・ゾルコーヴィ                                                                 | フィギュアスケート     | ペア 17            |
| 銅     | アーニャ・フーバー                                                                                          | スケルトン             | 女子               |
| 銅     | ナタリー・ガイゼンベルガー                                                                                  | リュージュ             | 女子1人乗り        |
| 銅     | パトリック・ライトナー アレクサンダー・レッシュ                                                             | リュージュ             | 2人乗り            |
| 銅     | シモーネ・ハウスワルト                                                                                      | バイアスロン           | 女子マススタート   |
| 銅     | カティ・ウィルヘルム シモーネ・ハウスワルト マルティナ・ベック アンドレア・ヘンケル                         | バイアスロン           | 女子リレー         |